# Biblioteca della Facoltà di Scienze politiche dell'Università di Pavia
La Biblioteca di Scienze Politiche e Sociali dell’Università degli Studi di Pavia è la biblioteca della facoltà di Scienze Politiche, nata dall'accorpamento del patrimonio librario degli istituti e i dipartimenti della facoltà e conta un patrimonio di oltre 123.000 volumi e 2.737 periodici, di cui 106 attivi.

## Storia
La biblioteca è sorta nel 1925, grazie alla donazione di fondo librario, di argomento storico e politico, da parte del collegio Borromeo, divenne biblioteca Unificata nel 1984 e raccoglie pubblicazioni riguardanti i principali campi d’indagine della facoltà, come la storia moderna, quella contemporanea, la storia del pensiero politico, la demografia, la statistica, la sociologia, il diritto e la scienza della politica.

## La sede
La biblioteca è ospitata all’interno del complesso dell’ex ospedale San Matteo, sorto a partire dal 1449 e caratterizzato, come molti altri ospedali rinascimentale, dall’impianto a croce. Nel 1932, quando furono terminati i lavori del nuovo policlinico San Matteo, il complesso venne ceduto all’università, il cui palazzo Centrale confinava con l’ex ospedale. La biblioteca si trova in uno dei cortili porticati, quello di sud-ovest, detto Sforzesco, così denominato delle decorazioni in terracotta raffiguranti la mela cotogna, emblema araldico di Francesco Sforza, realizzate dal cremonese Cristoforo de Stauris. Internamente, quasi tutti gli ambienti presentano ancora l’originaria copertura lignea quattrocentesca.La biblioteca dispone di cinque sale studio, che possono ospitare, complessivamente, circa 124 studenti.

## Le raccolte librarie
La biblioteca conserva diversi fondi librari, gran parte di essi donati da docenti dell’ateneo, da basso una rapida presentazione di quelli più significativi.
Fondo Cavalli: donato da Alessandro Cavalli (Milano 1939), docente di Sociologia presso le università di Pavia, Siena, Bolzano, Heidelberg, all’università Cattolica di Lovanio e alla Bocconi di Milano e accademico dei Lincei. Il fondo è formato da 243 volumi e diverse riviste riguardante temi politici, sociali, statistici ed economici.
Fondo Stroppa: giunse alla biblioteca tramite lascito di Claudio Stroppa (Milano 1938- 2009), già docente di Sociologia Urbana e Rurale presso l’università di Pavia, conta circa 200 volumi, e alcuni periodici, di sociologia, religione, antropologia e psicologia.
Fondo Colombo: che conserva 547 volumi sulla politica italiana ed europea e sul rapporto fra ideologie e società, appartenuti ad Arturo Colombo (Milano 1934- 2016), che fu professore emerito di Storia delle Dottrine Politiche presso l’ateneo di Pavia.
Fondo Borsa: consta 359 volumi sulla storia dell’Asia, dell’India e del Giappone appartenuti a Giorgio Borsa (Milano 1912- 2002), già docente di Storia Diplomatica dell’Asia e di Storia Moderna presso l’università di Pavia.

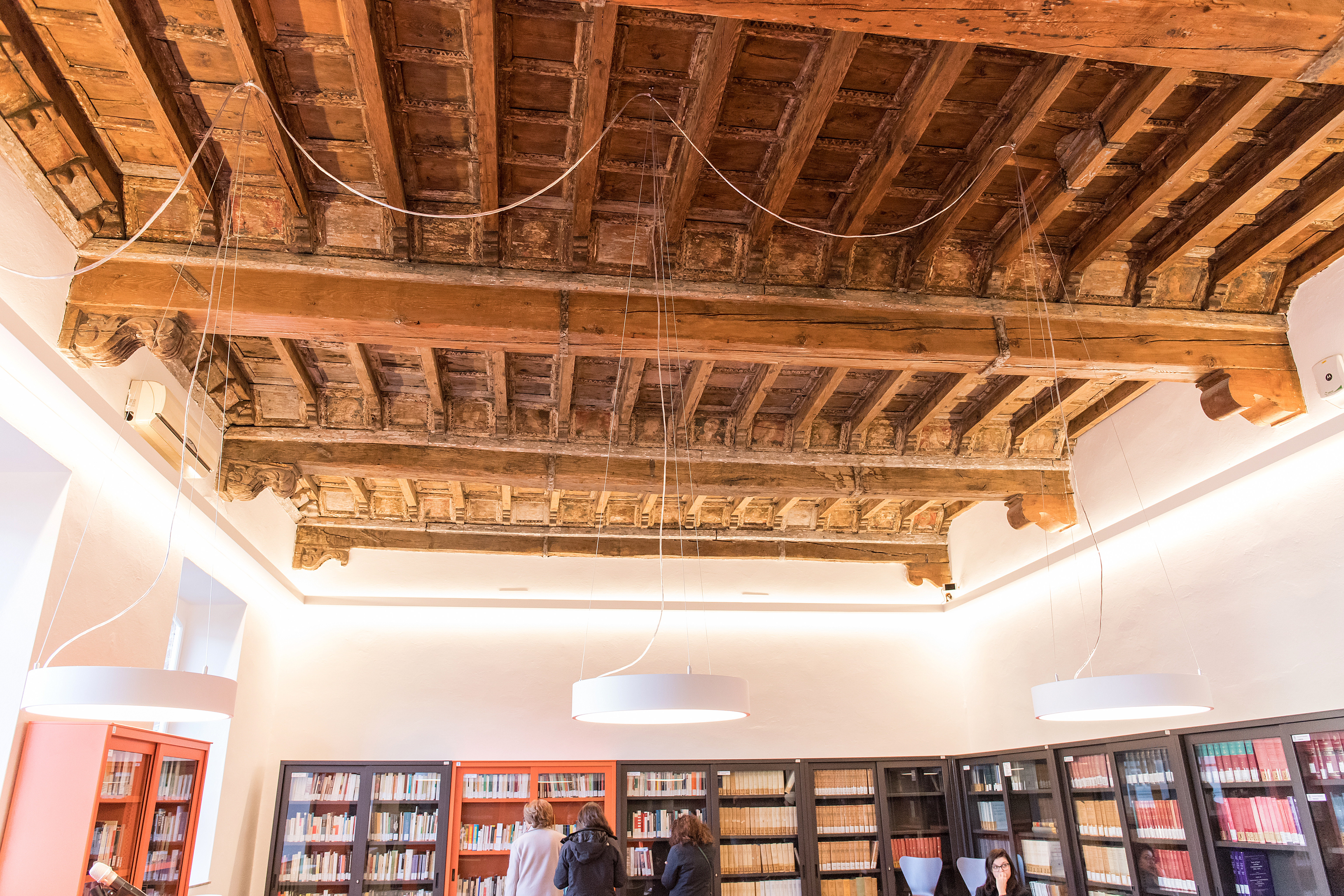
Una delle sale della biblioteca ancora dotata degli originari soffitti lignei quattrocenteschi.

Fondo Sani: donato da Giacomo Sani (Maserà 1932- Milano 2010), che fu professore emerito di Scienza Politiche presso l’ateneo, è formato da 249 volumi di temi politici e sociali in lingua italiana, francese e spagnola.
Fondo Vegas: 4.856 volumi riguardanti la storia degli Stati Uniti d’America, del continente americano e la filosofia e la politologia appartenuti a Ferdinando Vegas (Catania 1916- Milano 1984), già professore di Storia Americana presso l’università di Pavia.
Fondo Beonio-Brocchieri: consta di circa 1000 volumi, di cui 300 in lingua giapponese sulla storia politica e sociale del Giappone, appartenuti a Paolo Beonio-Brocchieri (Milano 1934- 1991), che fu orientalista e docente presso l’università di Pavia.
Fondo Calchi Novati: che conserva 1.370 volumi riguardanti la storia dell’Africa e del Medio Oriente, il colonialismo, la storia della decolonizzazione e delle relazioni internazionali del Sud del mondo donati da Gian Paolo Calchi Novati (Vimercate 1935- Roma 2017), che fu professore emerito di Storia dell’Africa e dei Paesi Afro-Asiatici presso l’università di Pavia.